# Weywot (mitología)
Weywot es el dios del firmamento para los tongva, hijo y primera creación del dios Quaoar. Los Tongva eligieron el nombre Weywot para la luna del objeto transneptuniano Quaoar, el cual fue nombrado en honor de su dios creador.